# Regimin (gmina)
Pour les articles homonymes, voir Regimin.
Regimin est une gmina (commune) rurale du powiat de Ciechanów, dans la Voïvodie de Mazovie, dans le centre-est de la Pologne.
Son siège administratif est le village de Regimin, qui se trouve à environ 9 kilomètres au nord-ouest de Ciechanów, siège du powiat et à 85 kilomètres au nord de Varsovie, capitale de la Pologne.
La gmina couvre une superficie de 111,29 km2 pour une population de 4 955 habitants en 2006.

## Histoire
De 1975 à 1998, la gmina est attachée administrativement à la voïvodie de Ciechanów. Depuis 1999, elle fait partie de la voïvodie de Mazovie.

## Géographie
La gmina inclut les villages et localités suivantes :
- Grzybowo
- Jarluty Duże
- Jarluty Małe
- Kalisz
- Karniewo
- Kątki
- Klice
- Kliczki
- Kozdroje
- Koziczyn
- Lekówiec
- Lekowo
- Lipa
- Mościce
- Pawłówko
- Pawłowo
- Pniewo Wielkie
- Pniewo-Czeruchy
- Przybyszewo
- Radomka
- Regimin
- Szulmierz
- Targonie
- Trzcianka
- Włosty
- Zeńbok

### Gminy voisines
La gmina de Regimin est bordée par les gminy suivantes :
- Ciechanów
- Czernice Borowe
- Grudusk
- Opinogóra Górna
- Strzegowo
- Stupsk.